# 三遊亭志ん蔵
三遊亭 志ん蔵（さんゆうてい しんぞう、1887年2月18日 - 1964年10月10日）は、大阪天満寺町（現・大阪市北区天満）出身の落語家。本名∶田辺 米三郎。俗に「幽霊志ん蔵」または「冷やし飴の志ん蔵」。

## 来歴
生家は花屋で自身は遠山流生花の資格を持っていた傍ら桂文蝶らと同じ天狗連をやっていた。
1909年に女性問題でトラブルになり上京し五代目雷門助六に入門し「昇六」で初高座。二代目柳亭左龍（俗に「江戸名残の怪談師」）の元で落語を稽古付けてもらい、怪談噺に精進する。1911年に師匠助六が志ん生襲名を機に自身も「古今亭志ん蔵」（二代目と言われている）と改名。江戸と上方の寄席を行き来する生活が始まる。
大正初年ころに三代目桂文團治の代役で『お岩の幽霊』を勤めたを縁に怪談噺に演じることになる。
1923年の関東大震災で震災し東京を離れ大阪を定住し吉本興業専属となり三遊亭圓子の身内になり「三遊亭志ん蔵」と改める。
圓子と共に旅回り専門となり全国を怪談噺だけで旅に出る。この頃に「幽霊志ん蔵」と呼ばれるようになる。戦後は上方で数少ない明治から継承されていた古い怪談噺を演じる落語家として重宝される。
絵心があり五代目笑福亭松鶴の楽語荘の同人で「上方はなし」の挿絵を描いていた。その他にも噺家の写真をこまめに撮影したり、紙粘土で人形を作り『家富貴人形』と称して噺家に頒布したりした、
1958年まで高座に出ていたが、のちに散歩中にスクーターに足を轢かれて骨折し高座を離れる。晩年は弟子もおらず身寄りがなく、大阪養老院で三代目桂米朝、三代目旭堂南陵に世話になる。

## 人物
2代目露の五郎兵衛は入門当時弟子のように可愛がられ晩年怪談噺高座に掛ける際は幽霊役を勤めていた。

## 演目
得意ネタは初代三遊亭圓朝の古い型の「四谷怪談」「牡丹燈籠」「お岩」「二人お岩」など。